# Lucjan Korngold

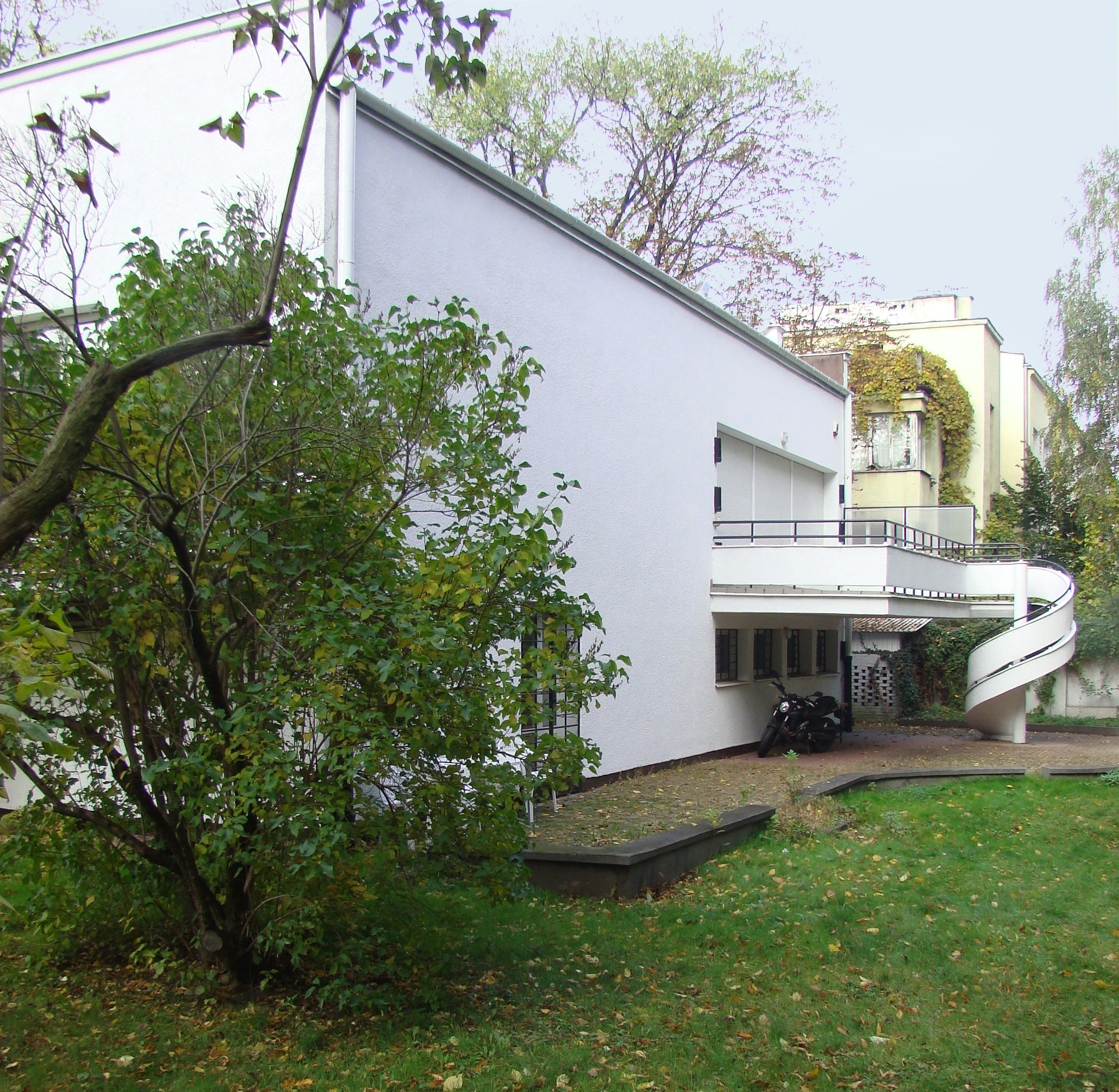
Dom przy ul. Francuskiej 2 w Warszawie

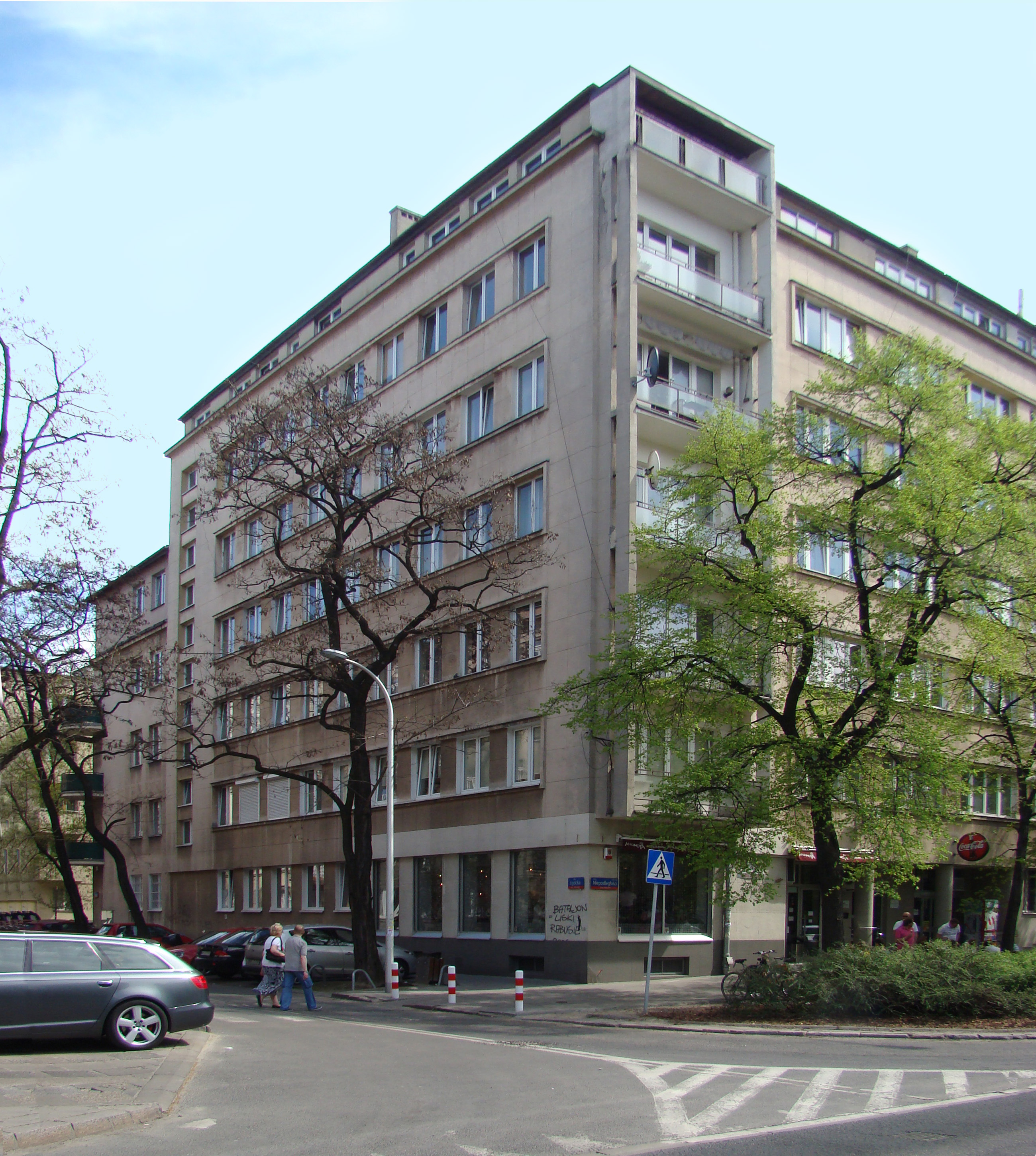
Al. Niepodległości 130

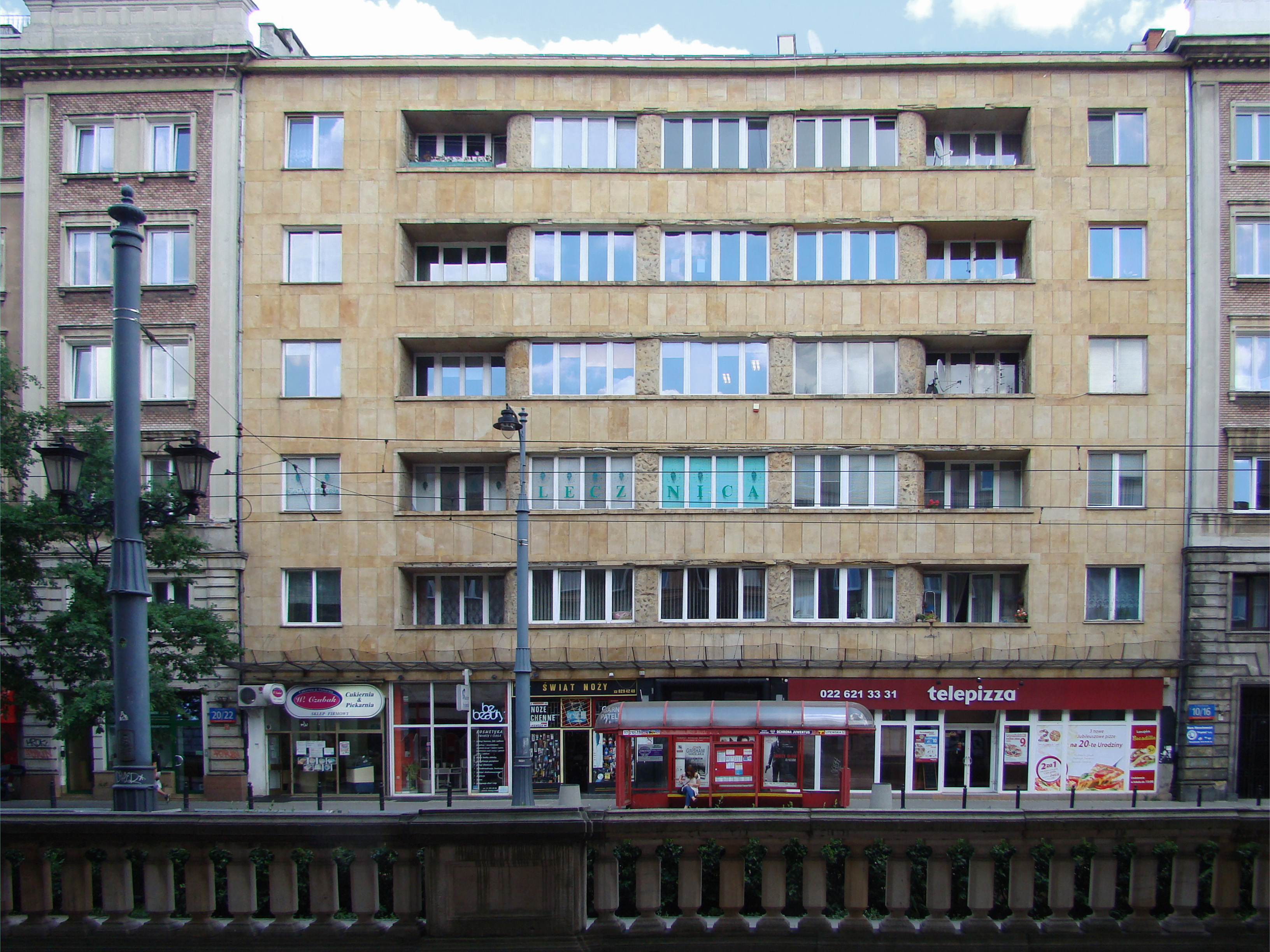
Ul. Marszałkowska 18

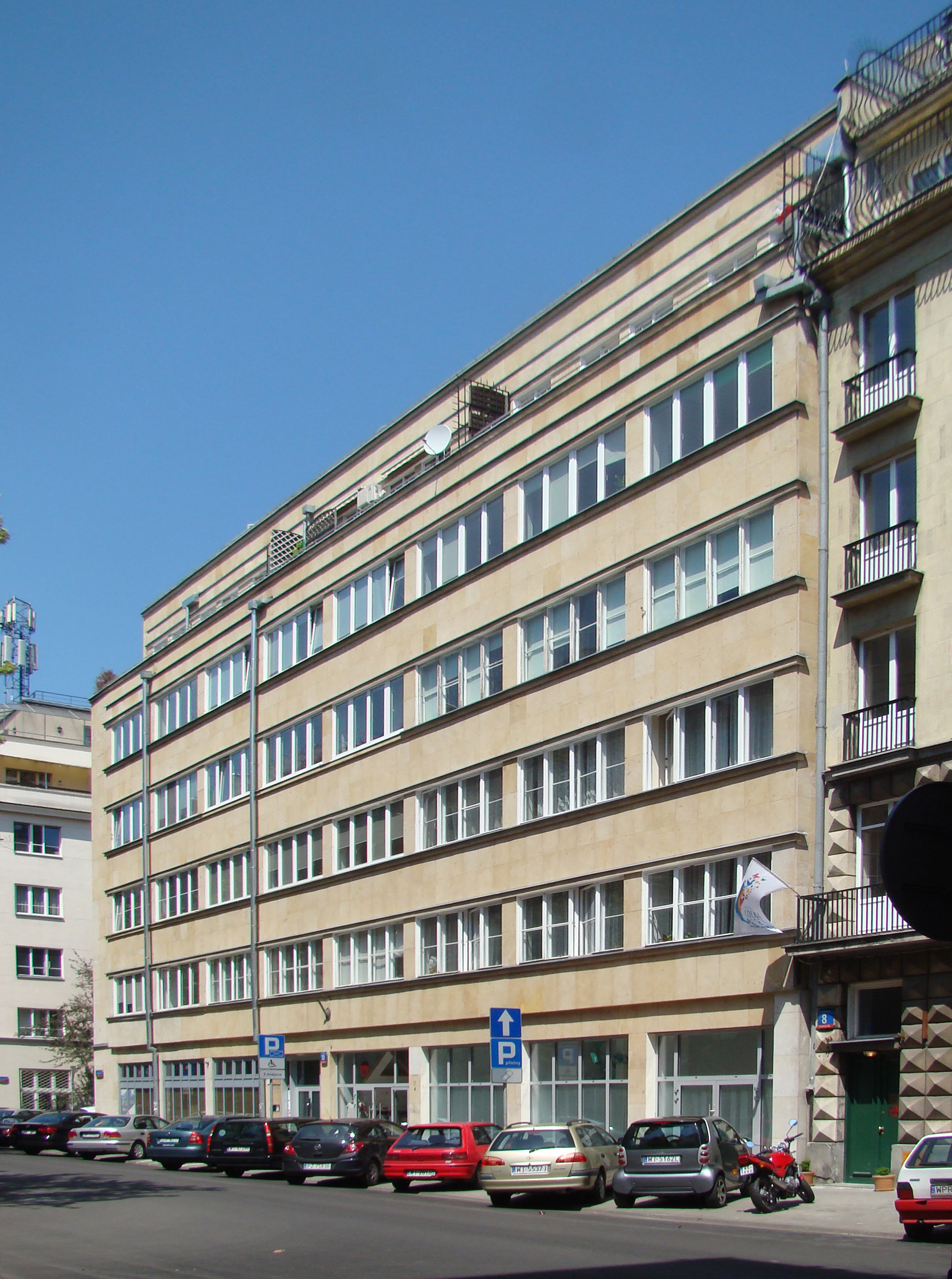
Ul. Koszykowa 10

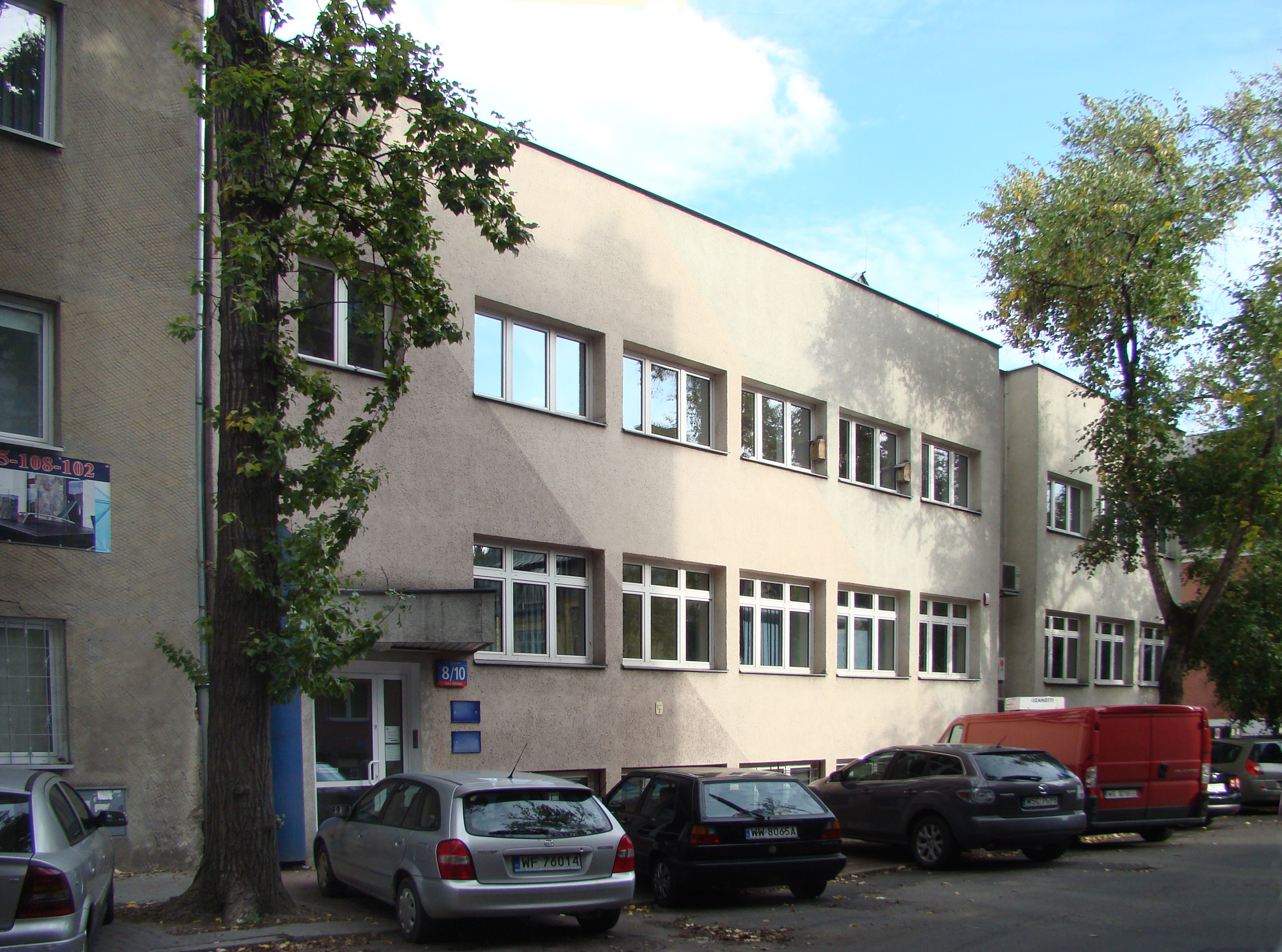
Ul. Chocimska 8/10

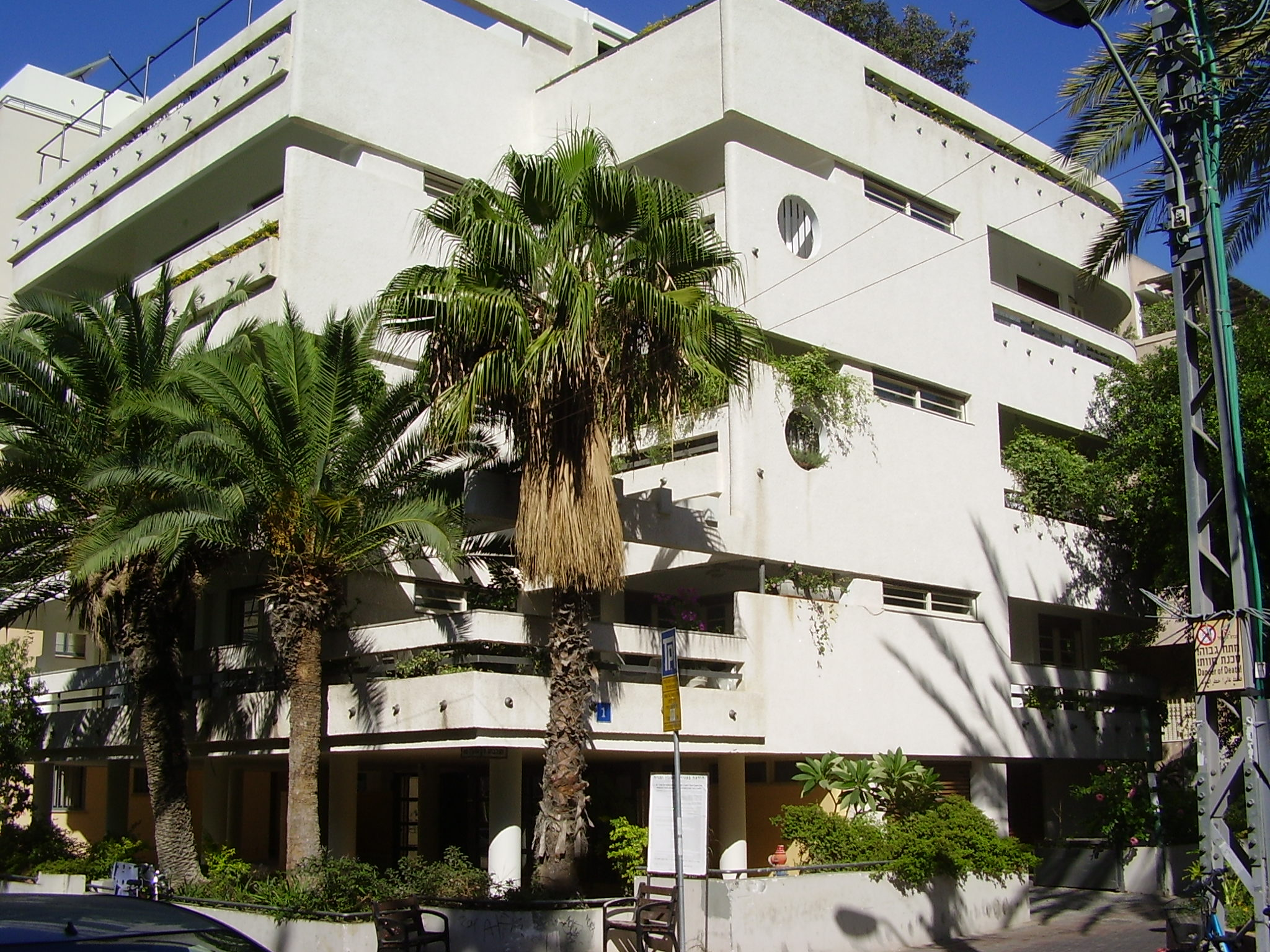
Dom Rabinskiego, Tel Awiw

Lucjan Korngold (ur. 1 lipca 1897 w Warszawie, zm. 1963 w São Paulo) – polski architekt pochodzenia żydowskiego, czynny w Polsce i Brazylii.

## Życiorys
Był synem Jakuba i Felicji z domu Lubelskiej. Studiował na Wydziale Architektury Politechniki Warszawskiej na początku lat dwudziestych XX wieku. Jako ochotnik walczył w I wojnie światowej.
Jego projekt budownictwa mieszkaniowego wykonany wspólnie z architektem Henrykiem Blumem został wyróżniony na V Triennale w Mediolanie 1933. Uczestniczył w Wystawie Światowej w Paryżu 1937.
Lucjan Korngold wyspecjalizował się w projektowaniu wielorodzinnych budynków mieszkalnych. Wiele spośród tych, które wzniesiono w Warszawie przetrwało II wojnę światową. Zaprojektował i zrealizował także budynek mieszkalny Rabińskiego w Tel Awiwie.
Po wybuchu II wojny światowej został powołany do wojska. Uniknął dostania się do niewoli i przez Bukareszt przedostał się do Brazylii. Zamieszkał w São Paulo. w latach 1940–1943 Pracował w pracowni Francisco Matarazzo Neto. W roku 1944 nawiązał współpracę z węgierskim architektem Francisco Beckiem, w roku 1946 założył „Lucjan Korngold Engineering and Construction Technical Office”. W roku 1949 otrzymał obywatelstwo brazylijskie.
W roku 1960 wszedł z brazylijskim architektem Abelardo Gomesem de Abreu w spółkę zajmującą się realizacją projektów Korngolda.
W roku 1945 dzieła Korngolda były eksponowane na wystawie w nowojorskim Museum of Modern Art (MoMA).

## Realizacje

### Warszawa
- Willa własna ul. Królowej Aldony 3
- Willa inż. Margulesa (z Henrykiem Blumem) ul. Chocimska 8/10
- Biała willa Łepkowskich (z Piotrem Lubińskim) ul. Zwycięzców róg ul. Francuskiej
- Kamienica Granzowa, Tow. Ubezpieczeń „Polonia”, plac Dąbrowskiego 1 róg Jasna 19
- Kamienica Oskara Robinsona ul. Koszykowa 10 róg al. Przyjaciół 2
- Willa Zofii Żochowskiej, ul. Słoneczna 15
- Kamienica Związku Emerytów Banku Polskiego, ul. Marszałkowska 18[1]
- Kamienica Rozenata, ul. Mazowiecka 12 (nadbudowa – obecnie nie istnieje)
- Kamienica Sp. Akc. „Drago” al. Niepodległości 130 róg ul. Ligockiej
- Kamienica Karola Sachsa, ul. Narbutta 26
- Kamienica Rene Kuhna-Bubno, ul. Nabielaka 11
- Willa, ul. Wąchocka 6
- Willa, ul. Wąchocka 9
- Kamienica Władysława Szatensztajna, ul. Filtrowa 64
- Kamienica J. Czyża, ul. Williama Lindleya 14A

### Tel Awiw
- Dom Rabinskiego (Tel Awiw)

### Brazylia
- Centro Comercial Bom Retiro (1957)
- Edificio CBI – Esplanada São Paulo – budynek wielofunkcyjny przy Anhangabaú park (1948)
- Budynek Rady Miejskiej w São Carlos, pierwotnie przeznaczony na hotel (1954–1962)
- Wieżowiec Edificio Thomaz Edison, São Paulo (1944)